# حسن عراقی‌زاده
حسن عراقی‌زاده پزشک و سرتیپ دوم سپاه پاسداران انقلاب اسلامی است، که هم‌اکنون به‌عنوان معاون بهداشت و درمان ستاد کل نیروهای مسلح فعالیت می‌کند.
وی فعالیت نظامی را در خلال جنگ ایران و عراق در سپاه پاسداران آغاز کرد و در طول جنگ، معاونت بهداری قرارگاه خاتم‌الانبیا را برعهده داشت.
عراقی‌زاده از ۱۳۸۳ تا ۱۳۸۴ مسئول بسیج جامعه پزشکی بود، از ۱۳۸۴ تا ۱۳۸۹ به‌عنوان معاون بهداشت و درمان بنیاد شهید و امور ایثارگران فعالیت می‌کرد، در فاصله سال‌های ۱۳۸۹ تا ۱۳۹۴ معاونت بهداشت، درمان و آموزش پزشکی سپاه پاسداران را برعهده داشت و از خردادماه ۱۳۹۴ معاون بهداشت و درمان ستاد کل نیروهای مسلح است.